# Robert Hay
Robert Hay (né à Duns Castle, dans le comté de Berwickshire le 6 janvier 1799 et mort en 4 novembre 1863) est un égyptologue écossais.

## Biographie
Pendant son service dans la Royal Navy, il visite Alexandrie en 1818.
En 1824, il rencontre Joseph Bonomi à Rome, qu'il embauche pour l'accompagner en Égypte. Ils y restent de novembre 1824 jusqu'en 1828, puis, de 1829 à 1834, ils procèdent à l'enregistrement des monuments et inscriptions, en faisant un grand nombre de plans d'architecture. Ses manuscrits sont maintenant principalement à la British Library, et beaucoup de ses moulages en plâtres au British Museum.
En mai 1828, Hay se rend à Malte, où il se marie à Kalitza Psaraki, la fille d'un magistrat crétois, qu'il avait sauvée du marché d'esclaves à Alexandrie. Comme beaucoup de ses compatriotes, Kalitza avait été capturée par les Turcs pendant la guerre d'indépendance grecque (1821-1829) et amenée en Égypte.
Après sa mort à East Lothian en Écosse, en 1863, sa collection d'antiquités égyptiennes a été vendue au British Museum, bien que certains objets aient été achetés par le Musée des Beaux-Arts de Boston en 1872.